# Pantoja (kommun)
Pantoja är en kommun i Spanien.   Den ligger i provinsen Toledo och regionen Kastilien-La Mancha, i den centrala delen av landet, 40 km söder om huvudstaden Madrid. Antalet invånare är 3 360.